# WrestleMania X
WrestleMania X è stata la decima edizione dell'omonimo pay-per-view di wrestling prodotto dalla World Wrestling Federation. L'evento si è tenuto al Madison Square Garden a New York il 20 marzo 1994. La tagline dell'evento è stata Ten Years in the Making.

## Storyline
La rivalità riguardante il WWF Championship iniziò alla Royal Rumble, quando gli ultimi due wrestler rimasti sul ring nel finale della rissa reale a 30 uomini, Lex Luger e Bret Hart, si eliminarono a vicenda simultaneamente. Dopo uno discussione tra due arbitri, Jack Tuney, l'allora presidente della WWF, dichiarò i due contendenti entrambi vincitori a pari merito e annunciò che avrebbero quindi avuto tutti e due la possibilità di disputare un match per il titolo dei pesi massimi a Wrestlemania X.
Tunney decise anche che si sarebbe deciso con un lancio di monetina chi dei due avrebbe affrontato per primo il campione Yokozuna: se avesse vinto Bret Hart, avrebbe potuto disputare per primo il match titolato e Luger avrebbe dovuto affrontare Crush nel match di apertura di Wrestlemania; se invece avesse vinto Lex Luger avrebbe affrontato lui per primo il campione e, invece, Hart avrebbe dovuto affrontare, sempre nel match d'apertura, suo fratello Owen Hart; nell'episodio di Raw del 31 gennaio, vinse proprio quest'ultimo il lancio di moneta e quindi la possibilità di affrontare Yokozuna per primo.
Perciò Bret avrebbe dovuto affrontare il fratello Owen al Grandaddy of Them All; la loro faida era cominciata a Survivor Series 1993, quando combatterono insieme in un match a squadre a eliminazione. In quel occasione Owen durante l'incontro si scontrò col fratello che stava sull'apron ring e ciò causò l'eliminazione proprio di Owen dal match. Nelle settimane successive Owen chiese un match con Bret, il quale rifiutò sempre. Alla fine i due si riunirono alla Royal Rumble 1994 per affrontare The Quebecers, ma durante il match Bret subì un infortunio alla gamba, costringendo l'arbitro ad assegnare la vittoria agli avversari; Owen si infuriò col compagno, accusandolo di non avergli dato il cambio, e lo attaccò alla gamba infortunata, lasciandolo dolorante sul ring, ricominciando la loro rivalità.
Invece Luger, il 4 luglio 1993, aveva cominciato un feud con Yokozuna, quando accettò e vinse la body slam challenge lanciata da Mr. Fuji, dopo che ebbero fallito molti altri atleti. Così inizio un grande push per Luger, il quale arrivò a sfidare proprio Yokozuna per il titolo dei pesi massimi a SummerSlam 1993, vinse il match, ma per countout e ciò non gli valse quindi la cintura. Successivamente, a Royal Rumble 1994, Mr. Fuji incaricò Great Kabuki e Genichiro Tenryu di eliminare Luger dal match a 30 uomini, ma i due fallirono e Luger si guadagnò appunto la sua title shot insieme a Bret Hart.
Tatanka era in faida con I.R.S. dopo che l'agente delle tasse aveva rubato il suo copricapo di piume indiano durante un precedente incontro, indossandosselo sulla testa imitando per farsi beffa di lui e del suo popolo. La federazione organizzò un match dove i due lottatori avrebbero guidato un gruppo di cinque persone a testa in un 10 men tag team match. Tatanka era capitano con 1-2-3- Kid, Sparky Plugg e gli Smoking Guns mentre Shyster aveva al suo angolo Rick Martel, Jeff Jarrett e gli Headshrinkers. L'incontro fu spostato poiché in quest' ultimo gruppo c'erano problemi di leadership, ma in verità fu rimandato in un normale spettacolo televisivo, poiché Razor Ramon e Shawn Michaels fecero durare il loro match alcuni minuti più di quanto programmato. Negli spogliatoi Randy Savage se la prese parecchio con i due lottatori impegnati per il titolo intercontinentale. L'incontro rimandato tra Tatanka, I.R.S. e le loro rispettive squadre, fu vinto dagli heel dopo che quest' ultimo schienò 1-2-3 Kid.
La faida tra "Macho Man" Randy Savage e Crush ebbe origine il 12 luglio del 1993 in un episodio di Monday Night Raw, in cui Crush sfidò Yokozuna per il titolo dei pesi massimi WWF, ma fu sconfitto e dopo la fine del match il samoano continuò ad infierire sullo sfidante con tre banzai drop, finché non sono intervenuto alcuni wrestler, tra cui Savage anche se in ritardo, a fermarlo. Successivamente Crush non apparve negli show televisivi per alcuni mesi, fino alla puntata di Raw del 18 ottobre, quando arrivò accompagnato da Yokozuna e Mr. Fuji; il quale accusò Randy Savage di non essere arrivato tempestivamente in soccorso dell'amico. Così Crush decise di allearsi con Yokozuna e Mr. Fuji e insieme attaccarono Savage. Nella puntata dell'8 novembre Randy abbandonò la posizione di commentatore e attaccò Crush e Jack Tunney decise di sospenderlo dal suo ruolo di commentatore. Nel periodo seguente Crush e Savage ebbero alcuni match fino ad arrivare proprio a Wrestlemania a disputare un falls count anywhere match.
La rivalità tra Shawn Michaels e Razor Ramon, cominciò quando Jack Tunney decise di togliere il titolo intercontinentale a Michaels, perché non lo difendeva abbastanza spesso. Ramon successivamente vinse il titolo in una battle royal, sconfiggendo per ultimo Rick Martel; dal suo canto Michaels si rifiutò di riconoscere il cambio di titolo e quindi continuò a proclamarsi il vero campione intercontinentale. Quindi per vendicarsi di Razor Ramon e ottenere una chance titolata per Wrestlemania, Michaels lo attaccò e aiutò Irwin R. Schyster a rubare a Ramon la sua catena d'oro.
Gli Steiner Brothers avrebbero dovuto affrontare i Quebecers per i titoli di coppia. Vennero poi sostituiti dai Men on a Mission senza una valida ragione, con i due fratelli che tornarono un mese dopo l'evento in WCW.
Adam Bomb sostituì Ludwig Borga nel match contro Earthquake.

## Match
Fu la prima WrestleMania senza la partecipazione di Hulk Hogan, in quel momento inattivo prima di arrivare alla WCW pochi mesi dopo. Durante questa edizione Razor Ramon affrontò Shawn Michaels nel primo Ladder Match della storia della WWE trasmesso in televisione, un match valido per il titolo intercontinentale, spettacolare ed emozionante che restò impresso nella mente dei tifosi come uno dei migliori match di sempre. "The Bad Guy" ebbe la meglio. Nei due match per il titolo dei pesi massimi Yokozuna affronta prima Lex Luger, sconfiggendolo, e poi Bret "The Hitman" Hart il quale riuscì a battere il mastodontico sumotori portando a casa il titolo. Ma prima che Bret conquistasse l'ambito premio per la seconda volta, il canadese dovette affrontare il fratello Owen nel primo incontro dell'evento, venendo sconfitto. L'idea di venire celebrato da tutti i lottatori face dopo aver vinto il titolo WWF fu idea di Randy Savage, per simboleggiare al pubblico una nuova era di lottatori, e il tramonto di quella vecchia che faceva capo ad Hulk Hogan.

## Risultati
| #          | Match | Stipulazioni                                                               | Durata |
| ---------- | --- | -------------------------------------------------------------------------- | ------ |
| Dark       | The Heavenly Bodies (Jimmy Del Ray e Tom Prichard) (con Jim Cornette) hanno sconfitto The Bushwhackers (Luke e Butch Miller)   | Tag team match                                                             | N/A    |
| 1          | Owen Hart ha sconfitto Bret Hart                                                                                               | Single match                                                               | 20:21  |
| 2          | Bam Bam Bigelow e Luna Vachon hanno sconfitto Doink the Clown e Dink                                                           | Mixed tag team match                                                       | 06:09  |
| 3          | Randy Savage ha sconfitto Crush (con Mr. Fuji)                                                                                 | Falls Count Anywhere match                                                 | 09:49  |
| 4          | Alundra Blayze (c) ha sconfitto Leilani Kai                                                                                    | Single match per il WWF Women's Championship                               | 03:20  |
| 5          | Men on a Mission (Mabel e Mo) (con Oscar) hanno sconfitto The Quebecers (c) (Jacques e Pierre) (con Johnny Polo) per count-out | Tag team match per i WWF Tag Team Championship                             | 07:41  |
| 6          | Yokozuna (c) (con Mr. Fuji e Jim Cornette) ha sconfitto Lex Luger per squalifica                                               | Single match per il WWF Championship con Mr. Perfect come arbitro speciale | 14:40  |
| 7          | Earthquake ha sconfitto Adam Bomb (con Harvey Wippleman)                                                                       | Single match                                                               | 00:32  |
| 8          | Razor Ramon (c) ha sconfitto Shawn Michaels (con Diesel)                                                                       | Ladder match per il WWF Intercontinental Championship                      | 18:47  |
| Main Event | Bret Hart ha sconfitto Yokozuna (c) (con Mr. Fuji e Jim Cornette)                                                              | Single match per il WWF Championship con Roddy Piper come arbitro speciale | 10:38  |

## Conseguenze
Bret e Owen Hart si riafforntarono di nuovo a Summerslam, in un cage match, per via di quest' ultimo vincitore a King of the Ring. Ma ad avere la meglio a differenza di quest' edizione di Wrestlemania fu Bret, che mantenne la cintura.
Razor Ramon perse il titolo intercontinentale due settimane dopo contro Diesel, per poi riprenderselo a Summerslam.
Macho Man Randy Savage non combatté più su un ring e tornò a sedersi sul tavolo dei commentatori fino a Summerslam, per poi andare in WCW.
Lex Luger non ebbe più opportunità per conquistare la cintura WWF. Perse il match di qualificazione al torneo King of the Ring, per contout, contro Jeff Jarrett, causa un'interferenza di Crush. Poi ebbe una faida con Tatanka quando fu accusato da questi di essersi venduto a Ted Dibiase.
Mr. Perfect, che arbitrava l'incontro tra Lex Luger e il campione Yokozuna, diventò di nuovo un heel dopo aver squalificato senza valido motivo lo sfidante, e avrebbe dovuto avere una seconda faida con egli, dopo quella già avuta l'anno prima, quando Lex arrivò in WWF. Si fratturò un piede pochi giorni dopo Wrestlemania e fu sostituito da Crush.
Shawn Michaels si prese una pausa di alcuni mesi per riprendersi dagli acciacchi patiti dopo il match disputato contro Razor Ramon. Si limitò a intervistare i lottatori e ad assistere a bordo ring il suo amico Diesel. Vinse poi i titoli di coppia con quest' ultimo, già campione intercontinentale, dagli Headshrinkers, la sera prima di Summerslam.
I Quebecers mantennero le cinture per un po' prima di perderle contro i samoani Headshrinkers, senza più riuscire a riprendersele.
Alundra Blayze continuò a mantenere il titolo di campionessa femminile anche dopo Summerslam.
Earthquake ebbe una breve faida contro Yokozuna, battendolo in un sumo match. Avrebbe poi dovuto perdere dei match successivi contro di egli, in maniera pulita. Il suo rifiuto costò il rilascio della federazione. Fu sostituito da Doink in un altro match dove avrebbe dovuto affrontare, per la qualificazione al torneo King of the Ring, Owen Hart.
Adam Bomb perse anche il rematch contro Earthquake, poi divenne un face dopo un match perso contro 1-2-3 Kid per la qualificazione al torneo King of the Ring.
Bam Bam Bigelow ruppe il sodalizio con la manageressa Luna Vachon, per entrare a far parte della Milion Dollar Corporation di Ted Dibiase.
Crush e Yokozuna, entrambi clienti di Mr. Fuji, provarono a lottare insieme per i titoli di coppia, contro i detentori Headshrinkers senza riuscirci.